# 韶华 (作家)
韶华（1925年11月22日—2025年7月1日），原名周玉铭，男，河南滑县人，中国作家，中国作家协会名誉委员，辽宁省作家协会原党组书记、副主席。

## 生平
1925年11月22日，周玉铭生于河南滑县留固镇庄子茔村农民家庭。1940年，参加滑县抗日救国会文工团。1943年2月，加入中国共产党。1946年，调入东北解放区，担任《白山》杂志编辑、《西满日报》记者，从事战地通讯和短篇小说创作。1950年，调入东北文协，担任专业作家。1951年，任《东北文艺》编辑、副主编。1954年，加入中国作家协会。1955年，赴辽宁大伙房水库工地，任水库党委副书记、宣传部长。1960年，任中共辽宁省委宣传部文艺处处长。1964年，任中国作家协会沈阳分会副主席。1965年，赴抚顺钢厂参加四清运动，历任钢厂党委副书记、工会主席。1973年，赴东北八三输油管道工程指挥部体验生活，任政治部副主任。1978年10月，中国作家协会沈阳分会恢复组织机构，改称中国作家协会辽宁分会（1991年改称辽宁省作家协会），他继续担任副主席，至1985年12月离休。1985年1月6日，中国作家协会第四届理事会举行第一次会议，韶华当选书记处书记。2025年7月1日在沈阳逝世。

## 作品
1944年，在冀鲁豫边区文联主办的《文化生活》上发表了首个短篇小说《石磙》。1951年4月，东北人民出版社出版反映土地改革运动的中篇小说《战斗中的友谊》。1956年，出版朝鲜战争背景的短篇集《荆棘路》（作家出版社）和长篇小说《燃烧的土地》（中国青年出版社）。1961年，辽宁春风文艺出版社出版反映水利建设的短篇集《巨人的故事》。1962年，中国青年出版社出版水利建设长篇小说《浪涛滚滚》，茅盾为其写了一万多字的点评。1977年，创作反映东北输油管道建设中广大群众和四人帮斗争的长篇小说《沧海横流》（1979年，中国青年出版社）。1986年，长篇小说《过渡年代》获辽宁省文学一等奖。1988年，出版《韶华小说选》。1999年4月，春风文艺出版社出版以文化大革命为背景的纪实文学作品《说假话年代》。2003年，人民文学出版社出版官场小说《省委书记和他的秘书们》。